# Datura
Pour les articles homonymes, voir Datura (homonymie).
Genre
Classification APG III (2009)
Datura est un genre de plantes de la famille des Solanacées, dont le centre de diversité se trouve au Mexique et dans le sud-ouest des États-Unis. Plusieurs espèces sont cultivées et se sont naturalisées dans les régions tempérées et tropicales du monde. On connaît une dizaine d'espèces du genre Datura. Ce sont des plantes riches en alcaloïdes dans tous leurs organes, vénéneuses mais intéressantes sur le plan pharmacologique.

## Histoire
En 1753, Linné introduisit le genre Datura sur la base d'une description d'un arbuste d'Amérique du Sud, appelé antérieurement Stramonium arboreum. Depuis cette époque, la délimitation du genre n'a cessé de varier suivant la connaissance accumulée sur les espèces à port arbustif ou herbacé. Le problème est de savoir si les espèces arbustives doivent être classées à part dans le genre Brugmansia ou être incluses dans le genre Datura.
Dès 1805, le botaniste Christian H. Persoon pense qu'il faut exclure les espèces pérennes arbustives, jugement remis en cause en 1833 par J. J. Bernhardi qui estimait insuffisantes les différences entre les deux genres.
Mais en 1895, G. Lagerheim après quelques années de recherches sur le terrain en Équateur, traite les Brugmansia à nouveau comme un genre à part. Et encore une fois, un botaniste du nom de W.E. Safford jugea en 1921 qu'il fallait inclure les arbustes dans les Datura.
Tommie E. Lockwood, dans sa thèse en 1973 A taxonomic Revision of Brugmansia (Solanaceae), se prononce nettement en faveur d'un traitement à part des espèces arbustives. Depuis cette époque le jugement fait autorité.
Voici quelques traits distinctifs relevés par Preissel (2000) :
| Caractères distinctifs des brugmansias et daturas (d'après Preissel 2000) |                                  |                                                                   |
|                                                                           | Brugmansia                       | Datura                                                            |
| Tiges                                                                     | ligneuses                        | herbacées                                                         |
| Taille                                                                    | arbuste, jusqu'à 8 m             | plante herbacée, jusqu'à 1,50 m                                   |
| Durée de vie                                                              | longue, plusieurs décennies      | courte, généralement annuelle                                     |
| Mise en fleurs                                                            | déterminée par la température    | déterminée par la quantité de lumière (durée du jour × intensité) |
| Position de la fleur                                                      | pendante à oblique               | dressée                                                           |
| Fruit                                                                     | baie toujours dépourvue d'épines | capsule le plus souvent hérissée d'épines                         |

## Étymologie
Le terme de datura est lui-même d'origine indienne (sanscrit धतूरा dhattūra) et nous a été transmis par l'intermédiaire du portugais (attesté depuis 1563, Garcia da Orta). Il a été vulgarisé en français par l'intermédiaire du latin scientifique des droguistes et herboristes.
Les premières mentions du terme dhattūra dans les textes sanscrits se trouvent dans l'Arthashâstra un traité de politique et dans le Kâmasûtra un traité sur l'art de vivre et la sexualité, tous les deux datant des IIe ou IVe siècle. À cette époque, seule la toxicité de la plante est signalée et ce n'est que quelques siècles plus tard qu'on commence à s'intéresser à ses propriétés médicinales. Deux des ouvrages fondamentaux de la médecine ayurvédique, le Sushruta Samhita et l'Astanga Hrdayam, des Ve ou VIe siècle, mentionnent que les graines et les feuilles de dhattūra  sont recommandées contre la rage. Plus tard, des préparations contenant la plante sont prescrites contre la douleur, les maladies de peau et la folie. De leur étude fouillée des sources textuelles arabes et indiennes, Geeta et Gharaibeh (2007) concluent  « la continuité des références aux synonymes et aux propriétés de la plante, nous permet d'inférer qu'une plante toxique, dhattUra-unmattam, avec des fleurs semblables à celles du Datura était connue au IVe siècle de notre ère ».
Sachant que sur la base d'études taxinomiques, Symon et Haegi (1991) pensent que les daturas sont originaires exclusivement du Nouveau Monde, Geeta et Gharaibeh font l'hypothèse que des graines de Datura auraient été transférées de son aire d'origine (Mexique, Mésoamérique) vers l'Asie du Sud avant le IVe siècle.

## Taxinomie

### Liste des espèces, sous-espèce et variétés
Selon NCBI (22 janv. 2017) :
- Datura arenicola
- Datura bernhardii
- Datura ceratocaula
- Datura discolor
- Datura ferox
- Datura innoxia
- Datura kymatocarpa
- Datura laevis
- Datura lanosa
- Datura leichhardtii
- Datura metel
- Datura pruinosa
- Datura quercifolia
- Datura reburra
- Datura rosei
- Datura stramonium
  - sous-espèce Datura stramonium subsp. stramonium
  - variété Datura stramonium var. inermis
  - variété Datura stramonium var. tatula
- Datura wrightii

### Liste des espèces
Selon ITIS (22 janv. 2017) :
- Datura discolor Bernh.
- Datura inoxia Mill.
- Datura kymatocarpa A.S. Barclay
- Datura leichhardtii F. Muell. ex Benth.
- Datura metel L.
- Datura quercifolia Kunth
- Datura reburra A.S. Barclay
- Datura stramonium L.
- Datura wrightii Regel

### Sous-groupes
Selon la classification de Safford (1921), le genre est divisé en quatre sous-groupes dont un, le Brugmansia, est devenu un genre distinct : 
- Stramonium, plante annuelle, à capsules érigées, épineuses, à déhiscence régulière (D. stramonium, D. tatula, D. laevis (ex- inermis), D. ferox, D. quercifolia)
- Dutra, plante pérenne, à capsules pendantes, épineuses  (D. pruinosa, D. leïchardtii, D. meteloïdes, D. discolor, D. metel fastuosa, D. metel alba, D. inoxia)
- Cerataucola, plante annuelle, à capsules pendantes, sans épines (D. cerataucola)

(* Brugmansia (B. arborea, B. sanguinea, B. suaveolens, B. aurea, B. versicolor, B. insignis))
Une analyse génétique de 15 populations naturelles du Mexique de Datura herbacés, a amené Jiao et coll. (2002) à diviser la section Dutra en deux et donc de faire une classification en quatre sections.

### Datura stramoine
La plus connue en Europe est Datura stramonium, aussi appelé « trompette des anges » ou « pomme épineuse », qui mesure entre 30 cm et 2 mètres de haut et pousse dans les terrains incultes ainsi que dans les vergers et les vignes, où c'est une plante adventice.

### Datura metel
Le métel ou stramoine pubescente (Datura metel L.) est une espèce probablement originaire d'Amérique centrale naturalisée dans la zone méditerranéenne, au Moyen-Orient ainsi qu'en Amérique du Nord. Elle est aussi toxique que la précédente car elle contient les mêmes alcaloïdes.
C'est une espèce annuelle à fleurs blanches ou rosées plus grandes que celle du D. stramonium, 15 à 20 cm environ.
Les feuilles grandes, entières ou faiblement sinuées, ne portent pas de dents aiguës. Les nervures secondaires sont incurvées vers le sommet de la feuille.
Le fruit mûr, globuleux, est penché et couvert d'aiguillons longs et grêles.
Elle est cultivée comme plante ornementale.
Évoquée dans la littérature de l'Antiquité sanskrite, elle est considérée comme sacrée dans le bouddhisme, et le taoïsme la présente comme une plante envoyée sur Terre par l'une des étoiles circumpolaires.

## Description

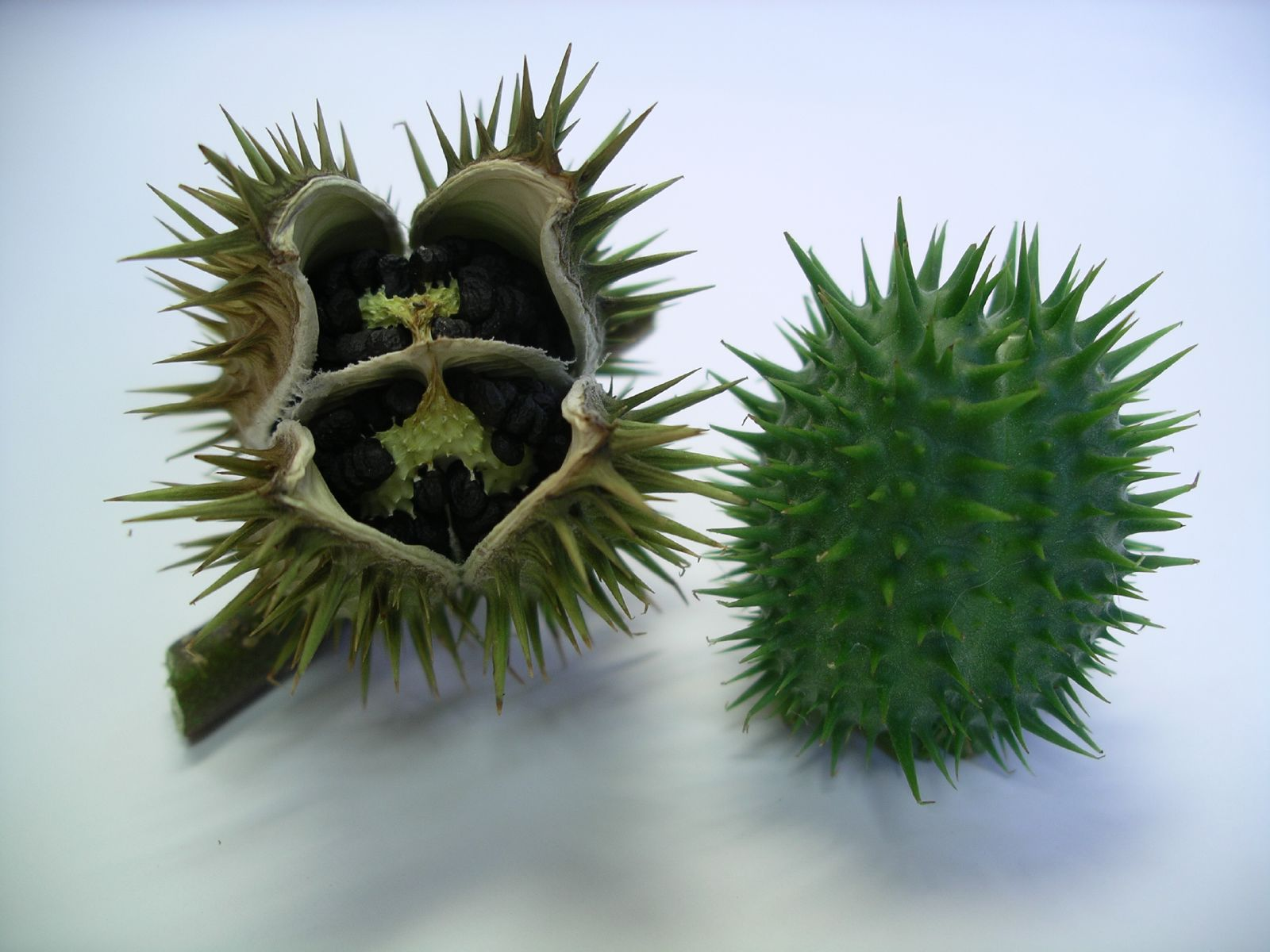
Fruits de Datura.

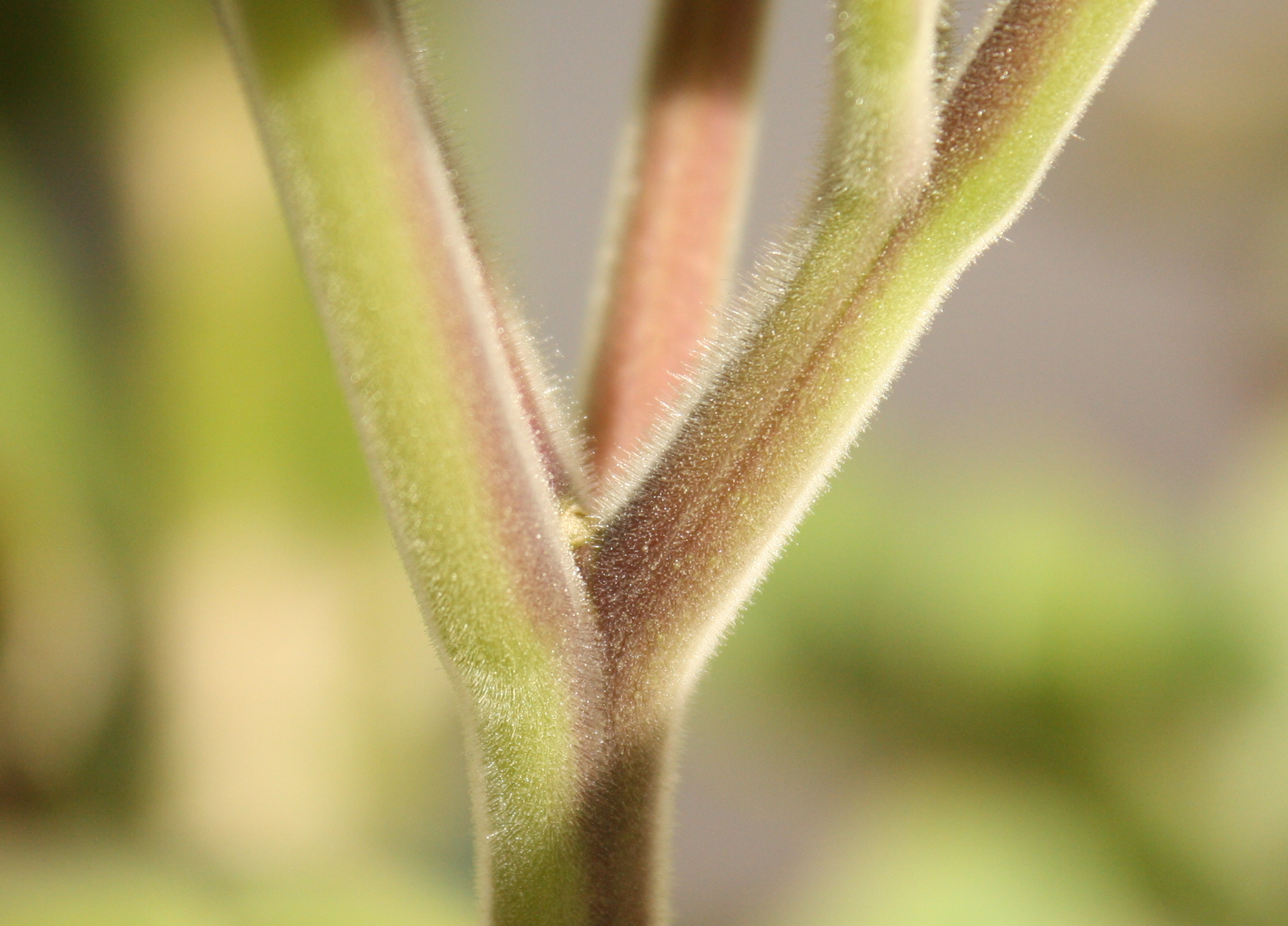
Trichomes glanduleux sur la tige de Datura inoxia (cliquer pour agrandir).

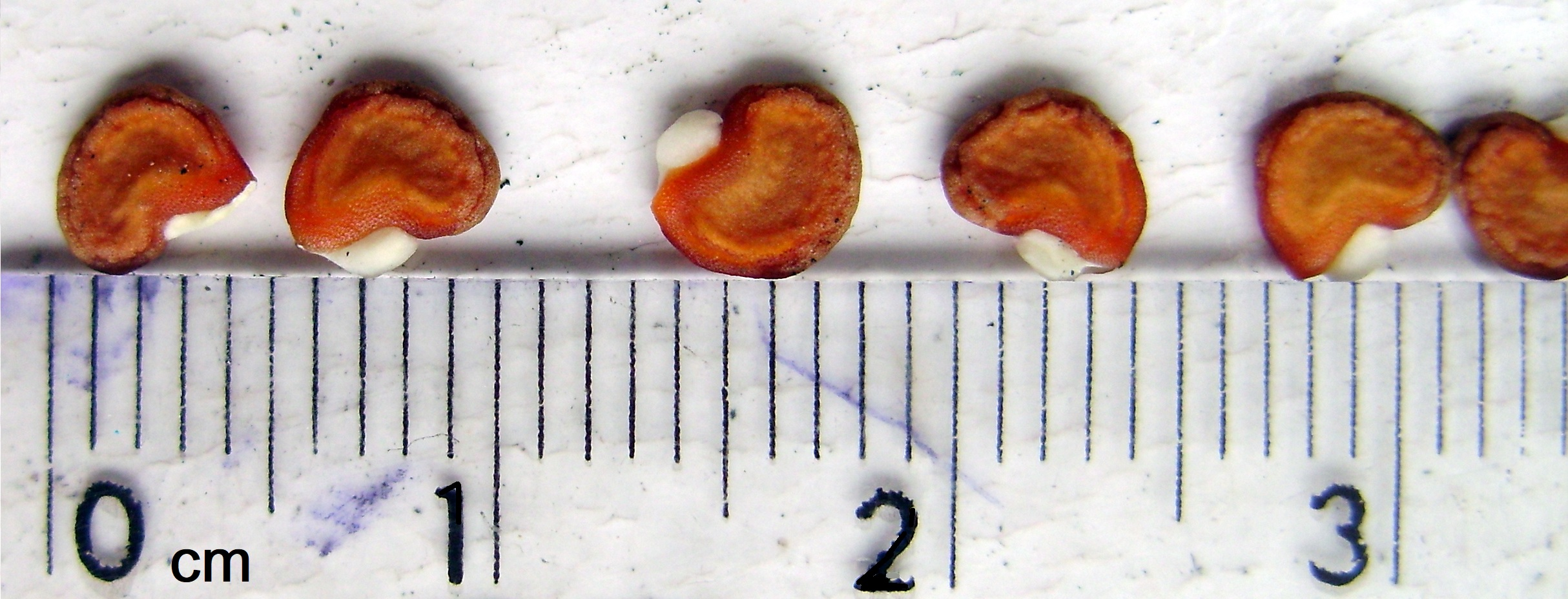
Graines de Datura inoxia.

Les Datura sont des plantes herbacées annuelles ou pérennes à courte vie, pouvant atteindre 2 m de haut. Toute la plante est couverte de trichomes pouvant être glanduleux et collants ou non-glanduleux. Des chercheurs se sont intéressés à ce dimorphisme, et ont déduit que les trichomes glanduleux, donc collants, sont une barrière protectrice contre les insectes herbivores,.
Les feuilles sont entières ou sinuées, pétiolées.
Les fleurs sont dressées (et non pendantes comme pour les brugmansias) avec une corolle infundibuliforme (en forme d'entonnoir) de 5 à 20 cm de long. Leur période de floraison s'étale de juin jusqu'aux gelées.
Le fruit est une capsule, mesurant de 5 à 10 cm de diamètre, recouvert d'épines effilées et de trichomes. Il renferme jusqu'à 500 graines brunes.

## Répartition
Pendant longtemps les données historiques et culturelles ont plaidé pour une origine dispersée des Datura en Amérique, en Asie et en Europe. Jusque dans les années 1960, on pensait que trois espèces se trouvaient naturellement dans l'Ancien Monde : Datura metel dans l'Asie du sud et de l'ouest, Datura stramonium en Eurasie et Datura ferox en Asie orientale.
Mais des doutes commencèrent à s'insinuer quand on s'aperçut que Datura stramonium était indigène en Amérique tropicale, que Datura ferox réputé chinois était très proche sinon équivalent au Datura quercifolia mexicain et qu'enfin le D. metel était une plante cultivée dont les formes sauvages restaient inconnues et qui de surcroît était très proche tant sur le plan morphologique que de ses allozymes d'une espèce mexicaine, Datura inoxia.
Ce sont les études sur la taxinomie et l'évolution des daturas de Symon et Haegi (1991) qui marquèrent un tournant. Ils conclurent que les Datura sont originaires uniquement du Nouveau Monde et rejetèrent catégoriquement la possibilité de leur présence dans l'Ancien Monde à l'époque pré-colombienne. Il n'hésitèrent pas à réinterpréter toutes les sources historiques anciennes témoignant du contraire. Pour eux, l'identification du Struchnon manicon du médecin grec Dioscoride (Ier siècle) avec un datura est erronée. De même, la plante médicinale et toxique nommée dhattura dans les anciens textes sanscrits ne peut être identique à un datura.
Mais l'étude approfondie des textes arabes et indiens menée par Geeta et Gharaibeh (2007) peut faire douter de ce dernier jugement. Nombre de documents arabes, datés du IXe au XIVe siècle, témoignent qu'une plante nommée gawz mathil ne pouvait être qu'un datura suivant les descriptions qui en sont données. Elle était connue de l'Asie Centrale à la péninsule Ibérique vers le XIIe siècle. De même, en Inde, la représentation de la fleur en trompette unmattam dans l'iconographie du dieu Shiva sous la dynastie Chola (IXe au XIIIe siècle) ressemble à une fleur de datura. Les textes sanscrits à partir du IVe siècle mentionnent une plante toxique du nom de dhattura (qu'ils identifient au tamoul unmattam) qui continuera à être mentionnée dans les textes médicaux jusqu'à l'époque moderne. Sa description comme une plante aux fleurs en trompette, blanches, jaunes ou mauves, souvent doubles ou triples, donnant un fruit épineux, suggèrent qu'il pourrait s'agir de Datura metel.
Pour Geeta et Gharaibeh, « Étant donné que les données empiriques attestent d'une origine dans le Nouveau Monde du genre, l'explication la plus plausible de sa présence dans l'Ancien Monde à l'époque précolombienne (probablement au premier millénaire), viendrait d'un transfert d'au moins une espèce de Datura, Datura metel, dans cette partie du monde ».
L'hypothèse actuellement retenue est donc que les daturas seraient tous apparus dans la Mésoamérique avant de gagner l'Ancien Monde pour D. metel au début du premier millénaire puis pour d'autres après la conquête de l'Amérique au XVe siècle.

## Propriétés
Ce sont des plantes riches en alcaloïdes (hyoscyamine, scopolamine, atropine) dans tous leurs organes ; elles sont toxiques.
Les propriétés psychotropes de ce genre botanique sont connues depuis longtemps. Ses alcaloïdes présentent des analogies avec les hallucinogènes, mais s’en différencient par une action spécifique. Ils agissent par blocage de l’effet d’un médiateur chimique (l’acétylcholine) du système nerveux parasympathique. Ce sont des anticholinergiques appartenant au groupe des esters glycoliques.
Ces produits ont été distingués des hallucinogènes. Tels que Smythies les a définis en 1959, ils constituent un sous-groupe des psychodysleptiques. Ils sont aussi classés dans la famille des hallucinogènes délirants.
Dérivés de l’atropine, scopolamine et hyosciamine induisent un état de conscience comparable au delirium tremens (syndrome anticholinergique ou atropinique), qui leur doit d’avoir été différenciés des autres produits hallucinogènes.
Ils provoquent un état confusionnel assimilé à une phase de début de psychose aiguë où surviennent des hallucinations véritables (absence de stimulus objectif). Ces hallucinations sont la plupart du temps très anxiogènes.
Le sujet ne peut alors distinguer son environnement extérieur de son monde intérieur. Les hallucinations ainsi induites sont d’une réalité surprenante. Le sujet ne les rattache pas à la prise de drogue et n’a aucune distance par rapport à celles-ci. Il n’a pas les moyens de les différencier de son environnement habituel.
Par ailleurs, les propriétés anticholinergiques se manifestent sur le plan somatique avant l'apparition des hallucinations, ce qui rend la consommation de Datura parfois très désagréable et dangereuse (tachycardie, mydriase, hypertension artérielle, sécheresse des muqueuses...).
De plus, les alcaloïdes tropaniques possèdent la faculté de détruire les doryphores. En effet, les larves de ces insectes sont attirées par les feuilles de datura, les grignotent et meurent empoisonnées. Il va sans dire que les enfants ne doivent en aucun cas toucher ces plantes toxiques. Et pourtant, certains DOM TOM comme l'île de La Réunion ou la Nouvelle Calédonie en possèdent de nombreuses espèces accessibles facilement, témoignant parfois de passage dans les services d'urgences pour intoxication volontaire ou accidentelle.
Le génome de Datura stramonium comprend 12 chromosomes.

## Utilisation

### Daturas ornementaux
Le datura est vendu comme plante ornementale. Pour obtenir des fleurs, il faut l'arroser et le fertiliser en abondance de mai à septembre.
Le datura se multiplie par bouturage ou par semis. Les espèces arbustives se bouturent en été : coupez des extrémités de tête, pour obtenir des plantes fortes à l'automne, à hiverner dans une pièce éclairée et fraîche.
Les daturas annuels se sèment en fin d'hiver, vers le mois de mars. Ils aiment une exposition chaude.
Principales espèces cultivées :
- Datura ceratocaula Ortega ;
- Datura chlorantha (espèce rattachée à D. metel) ;
- Datura metel L., notamment la variété 'fastuosa' ;
- Datura fastuosa violacea à corolle double violacée à l'extérieur
- Datura wrightii Regel (syn. D. meteloides).

### Usage traditionnel
La plante (notamment les espèces Datura stramonium, Datura metel, Datura inoxia, Datura seratocaula, Datura aurea, Datura candida, Datura dolichocarpa, Datura sanguinea) a été utilisée par de nombreuses sociétés traditionnelles (notamment les Aztèques) sur tous les continents pour ses propriétés psychotropes et hallucinogènes.
En Chine, du Xe au XVIIe siècle, elle était utilisée dans un mélange de vin et de cannabis préconisé comme anesthésique ou bronchodilatateur. Ses propriétés bronchodilatatrices ont longtemps été utilisées dans la pharmacopée, notamment sous la forme de cigarettes anti-asthmatiques.
Elle est d'ailleurs toujours utilisée par certaines ethnies d'Amérique lors de rites initiatiques, même si son usage et sa préparation restent variables d'une ethnie à l'autre.
Sa grande toxicité la rend potentiellement dangereuse même pour un usage chamanique.

### Usage en tant que stupéfiant et toxicité
L'ingestion de toute partie de la plante entraîne un délire hallucinatoire qui peut mener au décès en cas de surdose,. En France, la vente en tant que stupéfiant est punie de 75 000 euros d'amende et cinq ans d’emprisonnement.
Jadis, Datura stramonium était considéré comme une plante magique associée à la magie noire.
La pomme épineuse en onguent, en philtre ou en fumée provoque la déconnexion du réel, hallucinations et sommeil. Ses effets délétères l'ont fait surnommer l'herbe aux fous.

## Culture populaire
Le datura (et un dérivé psychotrope imaginaire) est un élément important de l'intrigue dans Les Bébés de la consigne automatique, roman de Ryū Murakami (1980). Il est aussi un élément important du récit de Loin de Chandigarh de Tarun Tejpal (2006), et dans la partie de L'Amour fou d'André Breton concernant La Orotava.
Dans la nouvelle L'Ankus du roi du Second Livre de la jungle de Rudyard Kipling, Mowgli et Bagheera découvrent trois hommes assassinés par la "pomme de mort, le nom que la Jungle donne à la pomme épineuse ou Datura, le poison le plus prompt de toute l'Inde".
Dans la série de romans Les Futurs Mystères de Paris de Roland C. Wagner, le datura est utilisé comme psychotrope permettant d'invoquer l'archétype "Dragon Rouge", l'antagoniste principal de la série.
Dans le premier livre de Carlos Castaneda, son maître (Don Juan, un shaman Yaqui) utilisait Datura inoxia dans son travail chamanique. Les expériences personnelles de Carlos Castaneda avec cette plante y sont décrites.
Sur l'album To Venus and Back de la chanteuse Tori Amos, on trouve une pièce intitulée Dātura.
Sur l'album Some Atomikz Songz du groupe montpelliérain metalcore Tamtrum, on trouve un morceau intitulé Datura dream.
Sur l'album Set and Setting (1999) du groupe de rock psychédélique américain Bardo Pond, dont beaucoup de titres sont dérivés de substances psychoactives, on trouve un morceau appelé Datura.
Dans le film Enter the Void de Gaspar Noé (2009), Alex évoque le Datura et en décrit les effets.
Dans la série Les Mystérieuses Cités d'or, Ambrosius maintient le rajah de Patala sous son contrôle en le droguant avec du tlapatli, obtenu à partir de Datura.
Dans la série Alexandra Ehle, épisode "Fou Volant" (2019), l’actrice Julie Depardieu fait référence à la Datura pour expliquer les hallucinations.
Dans l'épisode 5 de la saison 9 des Experts : Miami, la datura est utilisée par un suspect pour droguer et hypnotiser ses victimes.
Dans le jeu vidéo Far Cry 5, la secte Eden's Gate drogue les habitants d'Hope County avec une substance appelée "Grâce", contenant du Datura stramonium.
Dans le jeu vidéo Assassin's Creed Revelations, le héros Ezio peut utiliser des bombes de poison pour neutraliser ses ennemis dans la composition desquelles entre de la poudre de datura.
Dans le jeu vidéo Fallout: New Vegas, avec l'extension Honest Hearts, le joueur a la possibilité de consommer des racines de Datura. Une quête y est notamment dédiée.
La Datura est mentionnée à de nombreuses reprises dans la bande dessinée Petit traité d'écologie sauvage d'Alessandro Pignocchi.